# Malayemys subtrijuga
Espèce
Synonymes
- Emys subtrijuga Schlegel & Müller, 1845
- Emys nuchalis Blyth, 1863
- Damonia crassiceps Gray, 1870
- Damonia oblonga Gray, 1871

Statut de conservation UICN

 VU A1d+2d : Vulnérable
Statut CITES
Malayemys subtrijuga est une espèce de tortues de la famille des Geoemydidae.

## Répartition
Cette espèce se rencontre au Cambodge, au Laos, au Viêt Nam et en Thaïlande. Elle a été introduite sur l'île de Java en Indonésie.

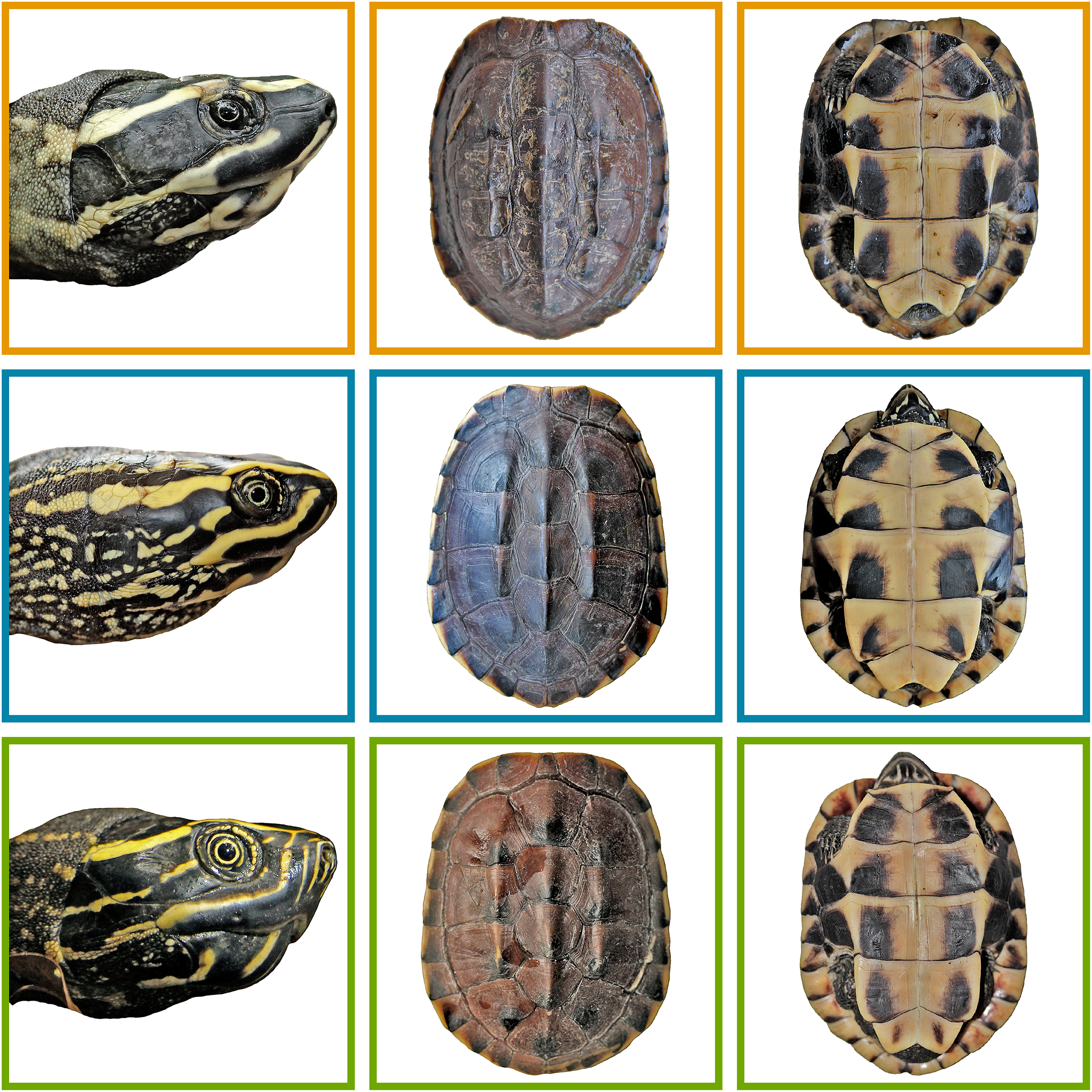
Les trois espèces de petites tortues mangeuses d'escargots Malayemys :
Malayemys khoratensis (orange), Malayemys macrocephala (bleu) et Malayemys subtrijuga (vert)

## Publication originale
- Schlegel & Müller, 1845 : Over de Schildpadden van den Indischen Archipel. Verhandelingen over de natuurlijke geschiedenis der Nederlandsche overzeesche bezittingen, door de leden der Natuurkundige Commisie in Oost-Indie en andere schrijvers. Leijden folio